# عاطف الطیب
عاطف الطیب (عربی: عاطف الطيب؛ ۱ ژانویهٔ ۱۹۴۷ – ۲۳ ژوئن ۱۹۹۵) کارگردان فیلم اهل مصر بود. او کارگردان و دستیار کارگردان تعداد زیادی فیلم بوده‌است.